# NVIDIA LinkBoost
LinkBoost是nVIDIA所研發的一种超頻技術。只要支持LinkBoost技术的晶片組检测到支持LinkBoost技术的GPU，该技术就能自动将PCI Express总线速率和HyperTransport总线速率提高25％，数据传输速度會由原来的8 GB/s提升至10 GB/s，有助減低樽颈效應。通常是高端顯示卡才會支持LinkBoost技術，因為只有高端顯示卡才会存在樽颈效應。

## 外部連結
- nVIDIA 官方網頁（页面存档备份，存于）